# ヴォルカ鹿児島
ヴォルカ鹿児島（ヴォルカかごしま、Volca Kagoshima）は、かつて存在した社会人サッカーのクラブチーム。鹿児島県鹿児島市を本拠地としていた。FC KAGOSHIMAと共に、日本プロサッカーリーグ（Jリーグ）に加盟する鹿児島ユナイテッドFCの前身となったクラブである。

## 歴史
1959年、鹿児島県教育委員会所属教職員のサッカー部「鹿児島県サッカー教員団」として創設。
1969年、第5回全国社会人サッカー選手権大会に初出場。1972年の第8回大会では3位に入賞する。
1973年、同年より創設された九州サッカーリーグに所属。翌1974年に初優勝、1986年にも優勝を飾る。成績が低迷し入替戦に回る年もあったが、一度も鹿児島県リーグに降格することなく在籍し続けた。
1995年、将来の全国規模のリーグ戦参加を目指す方針となり「ヴォルカ鹿児島」と名称変更してクラブチームに移行した。なお、クラブ名のヴォルカ（Volca）はフランス語で火山を意味する「ヴォルカン」（volcan）を由来にしており、鹿児島のシンボルの一つである桜島をイメージしている。また、日本プロサッカーリーグ（Jリーグ）参入を目指すことを表明した。
2002年の第26回全国地域リーグ決勝大会では決勝ラウンドに進出したが3連敗で敗退。
2003年、「2010年からのJ1参戦」を目指しSPONET鹿児島を設立。監督に前田浩二、コーチに内藤就行、野田知を選手兼任で招聘。セミプロ集団として戦い、第27回全国地域リーグ決勝大会にも出場した（1次ラウンド敗退）。しかし2005年、スポンサーの目処がつかず、さらには法人化計画の遅延から資金難に陥っていることが発覚。プロ選手はチームを離れ、SPONET鹿児島は解散。新たに運営団体として松澤隆司を議長とする「ヴォルカ鹿児島評議会」を立ち上げる。評議会の人員は9名のみで構成されていた。
その後2007年11月までにクラブの法人化を目指していたが、法人を設立できなかったことからヴォルカ鹿児島評議会を解散。2008年からは新しく運営団体を「KAPS（Kagoshima Arcadia Project Sports）」とし、JFL昇格を目標とすることとなった。
2010年4月、Jリーグ準加盟資格取得手続きを開始。2011年にJリーグへ申請を行うと発表。同年12月には「2011年の法人化・2012年のプロクラブ化・2014年のJ2加盟」を目標に掲げ、2011年に新たなチーム名の公募とJリーグ入りに対する署名活動を行うと発表。2012年6月に公募を締め切り、2013年よりチーム名を変更する予定であった。
2011年2月、運営法人「株式会社KAPS」設立。同年は前田浩二がGM兼ヘッドコーチとしてチームに復帰 したが、翌2012年、アビスパ福岡の監督就任に伴い1年で退団。
2013年7月1日、2014年のJ3参入に向けての準加盟申請を断念したと発表。Jリーグ側よりFC KAGOSHIMAとの一本化を求められていたが、協議が難航していることを理由とした。しかし8月9日、2014年よりFC KAGOSHIMAと統合した上で、将来のJリーグ入りを目指すことで合意したと発表した。
同年の九州リーグではFC KAGOSHIMAとの一騎打ちを制し、鹿児島教員団時代以来27年ぶりの優勝。第37回全国地域サッカーリーグ決勝大会ではFC KAGOSHIMAと共に決勝ラウンドに進出、2日目の直接対決では4-0と圧勝したが、最終成績は1勝2敗の4位に終わった。
12月2日、FC KAGOSHIMAと統合後の新チーム名を「鹿児島ユナイテッドFC」とすると発表。同年をもってヴォルカ鹿児島としての活動を終えた。鹿児島ユナイテッドFCは登録上「ヴォルカ鹿児島と合併したFC KAGOSHIMAが名称を変更した」という形をとり、新設の鹿児島ユナイテッドFCセカンドがヴォルカの登録を承継した形となっている。12月4日のJFL理事会にて、鹿児島ユナイテッドFCのJFL入会が承認された。

## スローガン
- 2011年 「~本気~」。

## 成績

### 鹿児島県サッカー教員団時代
九州サッカーリーグ参加後のみ
| 年度 | 所属 | 順位 | 勝点 | 試合 | 勝 | PK勝 | 分 | PK負 | 敗 | 得点 | 失点 | 差  |
| 1973 | 九州 | 3位  | 7    | 6    | 3  | -    | 1  | -    | 2  | 19   | 10   | 9   |
| 1974 | 九州 | 優勝 | 14   | 7    | 7  | -    | 0  | -    | 0  | 20   | 2    | 18  |
| 1975 | 九州 | 4位  | 7    | 7    | 3  | -    | 1  | -    | 3  | 18   | 14   | 4   |
| 1976 | 九州 | 7位  | 5    | 7    | 2  | -    | 1  | -    | 4  | 8    | 14   | -6  |
| 1977 | 九州 | 8位  | 3    | 7    | 1  | -    | 1  | -    | 5  | 10   | 20   | -10 |
| 1978 | 九州 | 5位  | 7    | 7    | 2  | -    | 3  | -    | 2  | 9    | 6    | 3   |
| 1979 | 九州 | 3位  | 8    | 7    | 3  | -    | 2  | -    | 2  | 14   | 10   | 4   |
| 1980 | 九州 | 6位  | 6    | 7    | 3  | -    | 0  | -    | 4  | 11   | 15   | -4  |
| 1981 | 九州 | 4位  | 8    | 7    | 4  | -    | 0  | -    | 3  | 21   | 13   | 8   |
| 1982 | 九州 | 2位  | 12   | 9    | 5  | -    | 2  | -    | 2  | 22   | 11   | 11  |
| 1983 | 九州 | 4位  | 11   | 9    | 4  | -    | 3  | -    | 2  | 26   | 18   | 8   |
| 1984 | 九州 | 3位  | 13   | 9    | 5  | -    | 3  | -    | 1  | 24   | 16   | 8   |
| 1985 | 九州 | 2位  | 12   | 9    | 5  | -    | 2  | -    | 2  | 27   | 18   | 9   |
| 1986 | 九州 | 優勝 | 13   | 9    | 6  | -    | 1  | -    | 2  | 20   | 10   | 10  |
| 1987 | 九州 | 7位  | 8    | 9    | 3  | -    | 2  | -    | 4  | 16   | 23   | -7  |
| 1988 | 九州 | 6位  | 8    | 9    | 3  | -    | 2  | -    | 4  | 10   | 12   | -2  |
| 1989 | 九州 | 8位  | 8    | 9    | 2  | -    | 2  | -    | 5  | 10   | 22   | -12 |
| 1990 | 九州 | 4位  | 16   | 9    | 4  | -    | 4  | -    | 1  | 12   | 9    | 3   |
| 1991 | 九州 | 9位  | 16   | 20   | 4  | -    | 4  | -    | 12 | 18   | 38   | -20 |
| 1992 | 九州 | 9位  | 16   | 18   | 4  | -    | 4  | -    | 10 | 26   | 38   | -12 |
| 1993 | 九州 | 9位  | 13   | 18   | 4  | -    | 1  | -    | 13 | 24   | 56   | -32 |
| 1994 | 九州 | 6位  | 23   | 18   | 7  | -    | 2  | -    | 9  | 30   | 37   | -7  |
| 1995 | 九州 | 5位  | 30   | 18   | 9  | 1    | -  | 1    | 7  | 40   | 37   | 3   |

### ヴォルカ鹿児島時代
| 年度 | 所属 | 順位 | 勝点 | 試合 | 勝 | PK勝 | PK負 | 敗 | 得点 | 失点 | 差 | 天皇杯     |
| 1996 | 九州 | 3位  | 33   | 16   | 10 | 1    | 1    | 4  | 37   | 21   | 16 | 2回戦敗退  |
| 1997 | 九州 | 2位  | 41   | 18   | 12 | 1    | 3    | 2  | 50   | 19   | 31 | 県予選敗退 |
| 1998 | 九州 | 2位  | 34   | 18   | 9  | 3    | 1    | 5  | 47   | 35   | 12 | 県予選敗退 |
| 1999 | 九州 | 6位  | 23   | 18   | 7  | 1    | 0    | 11 | 48   | 43   | 5  | 県予選敗退 |
| 2000 | 九州 | 4位  | 31   | 18   | 10 | 0    | 1    | 7  | 44   | 28   | 16 | 県予選敗退 |
| 2001 | 九州 | 3位  | 37   | 18   | 11 | 1    | 2    | 4  | 51   | 34   | 17 | 1回戦敗退  |
| 2002 | 九州 | 2位  | 59   | 18   | 14 | 1    | 0    | 3  | 59   | 31   | 28 | 1回戦敗退  |
| 2003 | 九州 | 2位  | 51   | 22   | 15 | 2    | 2    | 3  | 50   | 18   | 32 | 1回戦敗退  |
| 2004 | 九州 | 3位  | 38   | 18   | 12 | 1    | 0    | 5  | 41   | 26   | 15 | 県予選敗退 |
| 2005 | 九州 | 5位  | 33   | 18   | 10 | 1    | 1    | 6  | 49   | 26   | 23 | 県予選敗退 |
| 2006 | 九州 | 4位  | 30   | 16   | 10 | 0    | 0    | 6  | 45   | 27   | 18 | 県予選敗退 |
| 2007 | 九州 | 5位  | 33   | 20   | 10 | 1    | 1    | 8  | 58   | 36   | 22 | 県予選敗退 |
| 2008 | 九州 | 5位  | 28   | 18   | 8  | 0    | 4    | 6  | 32   | 29   | 3  | 2回戦敗退  |
| 2009 | 九州 | 2位  | 36   | 16   | 11 | 0    | 3    | 2  | 43   | 23   | 20 | 県予選敗退 |
| 2010 | 九州 | 2位  | 38   | 16   | 12 | 1    | 0    | 3  | 52   | 18   | 34 | 県予選敗退 |
| 2011 | 九州 | 3位  | 37   | 18   | 10 | 2    | 3    | 3  | 37   | 12   | 25 | 県予選敗退 |
| 2012 | 九州 | 2位  | 46   | 18   | 14 | 2    | 0    | 2  | 63   | 16   | 47 | 2回戦敗退  |
| 2013 | 九州 | 優勝 | 48   | 18   | 15 | 1    | 1    | 1  | 76   | 13   | 63 | 県予選敗退 |

- 順位太字の年度は、全国地域サッカーリーグ決勝大会出場。

## タイトル

### リーグ戦
- 九州サッカーリーグ：3回
  - 1974年、1986年、2013年

### カップ戦
- 全国社会人サッカー選手権大会
  - 3位：1回 (1972年)

- 全国地域サッカーリーグ決勝大会
  - 4位：2回 (2002年、2013年)

## 歴代監督
- 1995-2002：坂元盛史
- 2003-2004：前田浩二
- 2005-2012：恒松伴典

（注）　恒松は「リーダー（プレイングスタッフ）」という肩書きで登録されており、「クラブの公式な」監督としては扱われていなかった。これは恒松が就任した2005年以後、クラブの方針として登録選手の中から1名をリーダー（プレイングスタッフ）とすることにしていたためだが、日本サッカー協会のチーム登録上は、「名目上の」監督登録を付けることが義務付けられており、「事実上のクラブ公式」監督だった。
- 2013：小澤宏一

## 歴代所属選手

### GK
- 植田峻佑 (2011-2013)：鹿児島ユナイテッドFC

### DF
- 内藤就行 (2001-2002)：九州産業大学サッカー部コーチ
- 前田浩二 (2003-2004)
- 取附忠文 (2006)
- 東大陽 (2007-2009)
- 森洋介 (2010-2012)
- 泉谷光紀 (2010-2012)
- 山口直大 (2012)
- 小原拓也 (2013)：鹿児島ユナイテッドFC
- 登尾顕徳 (2013)：鹿児島ユナイテッドFCヘッドコーチ

### MF
- 野田知 (2003-2004)　ヴィッセル神戸ジュニアユース監督
- 鈴木勝大 (2004)
- 諏訪園一吉 (2004-2009)
- 永田星馬(2005-2013)
- 久永辰徳 (2010)
- 小林雄太 (2011-2012)
- 豊満貴之 (2009-2012)
- 稲葉基輝 (2012-2013)
- 赤尾公 (2012-2013)：鹿児島ユナイテッドFC
- 伊勢隆司 (2013)
- 永畑祐樹 (2013)：鹿児島ユナイテッドFC
- 井上渉 (2013)：鹿児島ユナイテッドFC

### FW
- 西眞一 (1995-2007)：リーグ通算266得点（日本記録）
- 山田裕也 (2007-2013)：鹿児島ユナイテッドFC
- 栗山裕貴 (2011-2012)：鹿児島ユナイテッドFC
- 渡辺正嗣 (2012)
- 竹内佑樹 (2012-2013)
- 中筋誠 (2013)：鹿児島ユナイテッドFC
- パブロ (2013)：ロアッソ熊本

## ユニフォーム

### クラブカラー
黒をチームカラーとしており、公式ホームページには県民に愛されることを目的に、地域の特色と特性生かした黒をチームカラーとすると書かれている。また鹿児島には、黒豚・黒毛和牛・黒酢・黒砂糖・焼酎（黒麹）・アマミノクロウサギなど「黒」を特色とした特産物が数多くあること。さらには黒色が持つ「力強さ・団結」がチームの掲げる一体感にマッチすると書かれている。

### ユニフォームサプライヤー
- 2002年：asics
- 2003年：DIADORA
- 2004年：FLORIDA WIND
- 2005年 - 2012年：BLASTON
  - 「ヴォルカ鹿児島KPC事業部」としてブラストン社製スポーツウェアの販売事業を展開[10]。また、スポーツウェアの共同開発も行っていた[11]。
- 2013年：gol.